# Código ejecutable
El código ejecutable comprende un conjunto de instrucciones compiladas y enlazadas, listas para ser ejecutadas por una computadora.
En el caso de sistema operativo Microsoft Windows el código ejecutable se encuentra en archivos informáticos con la extensión EXE. En el caso de Linux el código ejecutable no requiere de una extensión de archivo particular, pero se debe marcar que tiene permisos de ejecución.
No se debe confundir código ejecutable con código objeto, aunque el formato pueda ser el mismo. La diferencia está en que el código ejecutable se encuentra enlazado y apto para ser ejecutado en la computadora.
La obtención del código ejecutable indica que la compilación fue realizada correctamente. Entonces, el código fuente está libre de errores de sintaxis.